# Timoteus Pokora
Timoteus Pokora (*   26. Juni 1928 in Brno; † 11. Juli 1985 in Prag) war ein tschechischer Sinologe und Experte für die Geschichte und Philosophie der Han-Dynastie.

## Biografie
Timoteus Pokoras Eltern waren der Finanzbeamte Pavel Pokora und Vlastimila Pokora (geb. Kyprová). 1938–1946 ging er in Kroměříž zur Schule, zeigte großes Interesse an Fremdsprachen und lernte Englisch sowie Italienisch. 1946–1950 studierte er in Brno Jus, besuchte aber auch Vorlesungen über Philosophie und Philologie.  Er interessierte sich zunächst für Türkisch und Hebräisch und besuchte Lehrveranstaltungen von Václav Machek und Josef Kabrda. Unter dem Eindruck der Ereignisse in China beschloss er, an der Karlsuniversität in Prag bei Jaroslav Průšek Sinologie zu studieren, wobei er sich auf alte chinesische Geschichte und klassisches Chinesisch konzentrierte. Noch vor Abschluss seines Studiums wurde er 1954 am Orientalischen Institut (Orientální ústav) der Tschechoslowakischen Akademie der Wissenschaften (ČSAV) aufgenommen, wo er unter Průšek an seiner Dissertation über den Han-zeitlichen Philosophen Huan Tan arbeitete, die er 1959 abschloss. Er blieb als Forscher am Institut und wurde 1963 Direktor der Ostasien-Abteilung. 1965–1966 unterrichtete er in Heidelberg, 1969–1970 an der Universität Michigan in Ann Arbor. Pokora gehörte der Redaktion der Zeitschrift Archiv orientální an.
Neben seiner wissenschaftlichen Tätigkeit interessierte sich Pokora für Politik. Er begrüßte die Demokratisierungsbestrebungen in der zweiten Hälfte der 1960er Jahre und wurde deshalb während der „Normalisierung“ nach der Niederschlagung des Prager Frühlings verfolgt. 1973 wurde er gezwungen, das Orientalische Institut zu verlassen und arbeitete daraufhin als Dolmetscher und Übersetzer. Man untersagte ihm den Zutritt zum Orientalischen Institut und dessen Bibliothek¨, und er konnte in tschechoslowakischen Zeitschriften nur mehr unter Pseudonymen publizieren, so dass er seit dieser Zeit die meisten seiner Arbeiten im Ausland veröffentlichen musste.

## Bedeutung
Pokora konzentrierte sich vor allem auf die Philosophie und Geschichte des alten China, vor allem auf die Philosophen der Han-Dynastie, insbesondere Wang Chong und Huan Tan. Er arbeitete an einer Übersetzung der „Aufzeichnungen des Historiografen“ (Shiji) von Sima Qian, die er allerdings nicht mehr abschließen konnte.

## Werke
- Na přelomu staré a nové Číny, Hnutí 4. května 1919. Prag: Orbis, 1959, mit Walter Stamberger und Zbigniew Słupski.
- Čchin Š chuang-ti, 1967.
- Wang Mangovy pokusy o řešení společenské krise v Číně v 1. st. n.l., Sb. historický 1955.
- Dějiny tradičního čínského práva, Světové dějiny státu a práva ve starověku I, 1963.
- Revoluční prvky v čínské filosofii, Orientalistický sb., 1963.
- Gab es in Geschichte Chinas eine durch Sklaverei bestimmte Produktionsweise und Gesellschaftsformation? Neue Beitrage zur Geschichte der alten Welt I, Berlin 1964.
- Politické a právní ideologie staré Číny, Moderní politické a právní ideologie Číny, Dějiny politických a právních ideologií I–II, 1965.
- Buddhismus na Dálném východě, Taoismus, Bozi a lidé, 1966.
- La vie du philosophe matérialiste Houan T'an, Mélanges de Sinologie offerts a Monsieur Paul Demiéville, Paris 1966.
- Feudální Čína a světové dějiny, Dějiny středověku I, 1968.
- Heterodoxy in China. Some Achievements and Limitations of Han Sceptical Philosophers, Papers of the XIX International Congress of Chinese studies, Bochum 1968.
- Stručný přehled dějin politických a právních učení některých asijských a afrických zemí. mit J. Kincel und V. Sadek, Dějiny politických a právních učení II, ²1969.
- Die Konzeption des Fortschritts im Konfuzianismus. Einige Bemerkungen über Kang Youweis Utopie, Nationalismus und Sozialismus im Befreiungskampf der Völker Asiens und Afrikas, Berlin 1971.
- Z filosofických názorů starověké Číny, in L. Balcar, V. Cvekl: Historia magistra. Výbor z rozhlasových pořadů I, 1972.
- Pre-Han Literature, In: Donald D. Leslie, Colin Mackerras, Wang Gungwu (Hg.): Essays on the Sources for Chinese History. Canberra 1973.
- China, H. J. M. Claesen, P. Skalník (Hg.): The Early State, Den Haag / Paris / New York 1978.
- Čína ve starověku a pravěku (unter dem Namen Mária Čarnogurská). J. Pečírka etc. (Hg.): Dějiny pravěku a starověku II, 1979.
- Shi chi 127, the Symbiosis of Two Historians, Chinese Ideas about Nature and Society. Studies in Honour of Derk Bodde, Hong Kong 1987.
- Čínská historiografia v rokoch 1949–1955, Historický časopis SAV 1956.
- Komenský and Wang Kuo-wei. A note on the influence of Komenský’s (Comenius) educational opinions upon the educational reforms in China before the revolution 1911, Archiv orientální 1958.
- Komenský v Číně, Archiv pro bádání o životě a díle J. A. Komenského (Acta Comeniana) 1958.
- The Dates of Huan T'an, Archiv orientální 1959.
- Huan T'an's Fu On Looking for the Immortals (Wang hsien fu), Archiv orientální 1960.
- Li Tao-čao a jeho úloha v Hnutí 4. května 1919 a v komunistickém hnutí v Číně, Československý časopis historický (ČsČH) 1960.
- Prameny starého čínského práva (O Li Kchuejově falsu), Právněhistorické studie 1960.
- Hedvábí v čínské a světové kultuře, Nový Orient (NO) 1960.
- The First Interpolation in the Shih chi, An Important Crossroad of the Chinese Thought, A Pioneer of New Trends of Thought in the End of the Ming Period (Marginalia on the Book on Li Chih by Chu Ch'ien-chih), Archiv orientální 1961.
- Význam historiografie pro správné poznání dějin, Zprávy ČSO při ČSAV 1961.
- Důležitá křižovatka čínské filosofie – o filosofických bojích v 1. století n.l., FČ 1962.
- Ch'en Sheng and Wu Kuang. Leaders of the Uprising against the Ch'in Dynasty, New Orient Bimonthly 1962.
- The Necessity of a more Thorough Study of Philosopher Wang Ch'ung and of his Predecessors, Archiv orientální 1962.
- The Present State of the translation from the Shih chi. To the memory of Fritz Jäger, Oriens Extremus 1962.
- The Life of Huan T'an, Existierte in China eine Sklavenhaltergesellschaft? Archiv orientální 1963.
- Od dvorního učence k materialistickému filosofovi. Chuan Tchanův život v širších souvislostech, Prošla Čína obdobím otrokářské společnosti? ČsČH 1963.
- Zrod materialistického životního názoru, NO 1963.
- An Attempt at a new Approach Towards Confucianism, Archiv orientální 1964.
- Čína a antický svět, LF 1964.
- K otázce fluktuace mezi třídami v Číně předkapitalistického období, ČsČH 1964.
- Čína a světové dějiny I. Otrokářský řád a feudalismus nebo formace politického donucení? DaS 1965.
- Notes on New Studies on Tung Chung-shu, Archiv orientální 1965.
- Zrcadlo minulosti. Čínská historie a její historikové, DaS 1966.
- The Concept of Progress in Confucianism. Some Observations on the Utopia of K'ang Yu-wei and its Historical Presuppositions, East and West 1967.
- Modern and Contemporary Chinese Historiography, Courrier de l'Extréme-Orient 1967.
- Čínská heterodoxie. Příspěvek chanských materialistických filosofů k obrodě filosofie a jejich meze, S'-ma Čchienova historická encyklopedie, NO 1968.
- The Works of Wang Ch'ung, Archiv orientální 1968.
- O Číně a čínské ideologii, s J. Fassem, A. Palátem, Z. Slupskim, NO 1969.
- C'-čchan – konfuciánec před Konfuciem, Ču Si – tvůrce dogmatu myslitel, NO 1969.
- Co s Konfuciem? FČ 1971.
- Huan T'an and Yang Hsiung on Ssu-ma Hsiang-ju: Some Desultory Remarks on History and Tradition, Journal of the American Oriental Society 1971.
- Překlad Tao te t'ingu a metody studia staročínského taoismu, Filozofia 1972.
- Příspěvek k poznání poměru historičnosti a fikce na příkladu S'-ma Čchienových Zápisků historika, Historický časopis SAV 1972.
- Recent Studies on Ancient Chinese History, Asian and African Studies (AAS) 1973.
- New Translations of the Records of the Historian (Shih chi) by Ssu-ma Ch'ien, Altorientalistische Forschungen (AF) 1973.
- Bestattung der Nackten. Eine Lehre von der Sparsamkeit in der Han-Zeit, AF 1979.
- Ch'u Shao-sun – The Narrator of Stories in the Shih-chi, Annali dell'Instituto Orientale di Napoli 1981.
- Hsi-men Pao in History and Fiction. A Confucian, Legalist, Ironical Critic, AF 1981.
- The Less Eminent Followers of Kao-tsu. Schih-chi, Rocznik orientalistyczny 1983.
- The Introduction of Kant's Ideas into Japan and Its Historical Prerequisites, AAS 1984.
- Das älteste Papier der Welt und seine Probleme, Das Altertum 1985.
- Staročínští legisté a historické osudy jejich učení (unter dem Pseudonym Ema Bayerlová), Právněhistorické studie 1986.

## Übersetzungen
- Miao Čchu-chuang: Dějiny Komunistické strany Číny, 1960.
- H. Wilhelm: Společnost a stát v Číně. K dějinám světové říše, 1969.
- W. Čchung: Kritická pojednání (Lun-cheng). Výbor z díla čínského filosofa 1. století n.l., 1971.
- Ironičtí kritici. Příběhy a anekdoty ze staročínských dvorů (unter dem Pseudonym Jan Kalina), NO 1971.
- N. I. Konrad: Západ a Východ (unter dem Pseudonym Václav Černý), 1973.
- Hsin-lun (New Treatise) and Other Writings by Huan T'an (43 B. C.–28 A. D.), Ann Arbor 1975.